# Katholisch-apostolische Kirche (Berlin-Spandau)

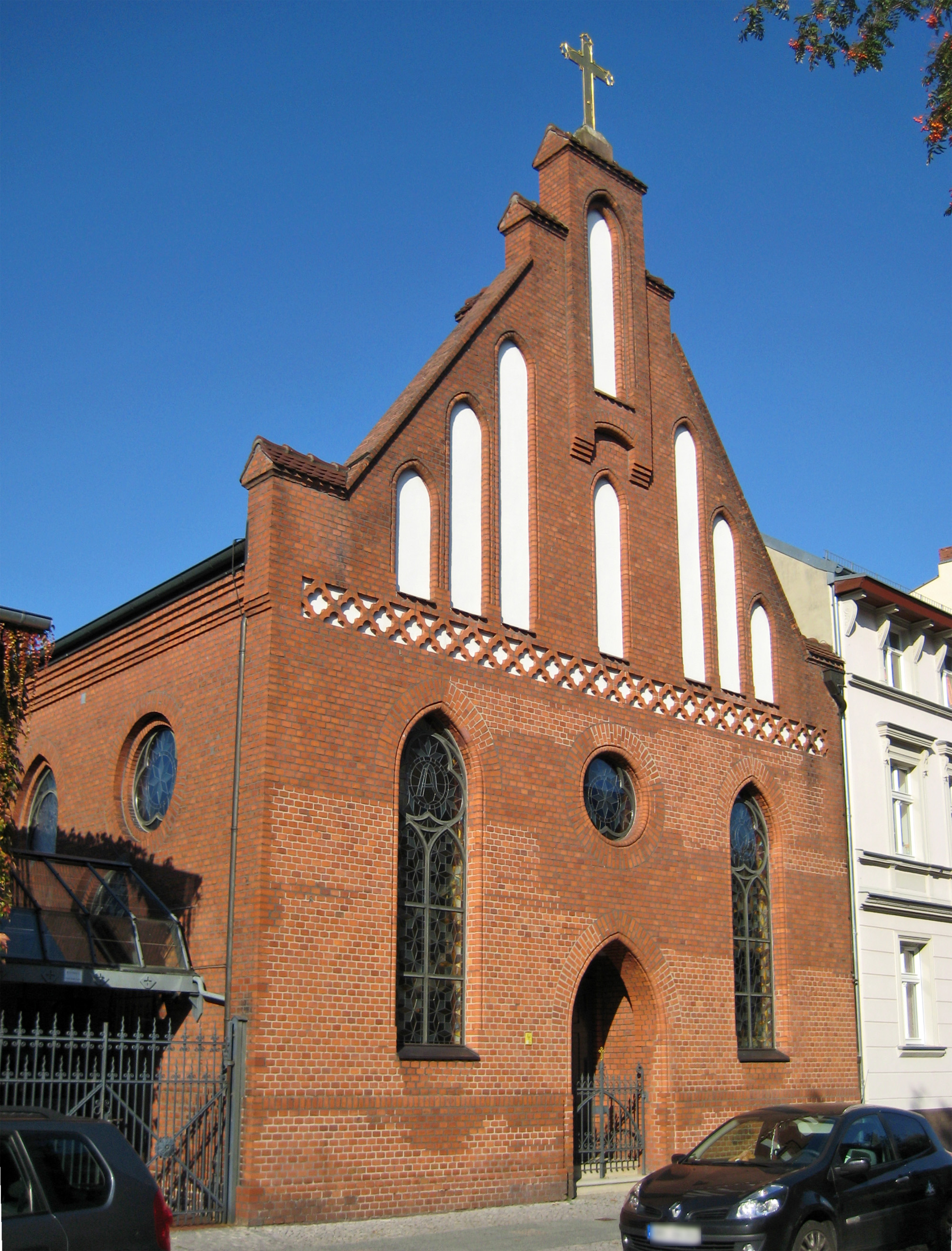
Die Kirche 2011

Die 1896 erbaute katholisch-apostolische Kirche in Berlin-Spandau war das Gotteshaus der katholisch-apostolischen Gemeinde und steht in der Ackerstraße 15. Die Kirche und das südlich benachbarte Pfarrhaus sind in die Liste der Berliner Kulturdenkmäler eingetragen.
Seit 1851 bestand eine katholisch-apostolische Gemeinde in Spandau, die ihre Gottesdienste zunächst in gemieteten Räumen abhielt. In den 1890er-Jahren errichtete die Gemeinde für 18 000 Mark eine eigene Kirche nach einem Entwurf der Berliner Hauptverwaltung der Gemeinschaft, der von dem örtlichen Maurermeister Doubecke ausgeführt wurde. Am 4. Juni 1896 wurde der Grundstein gelegt, Richtfest war am 14. Juni und Fertigstellung am 12. August 1896.
Das Gebäude hat zur Straße hin eine Giebelfront mit rohem Ziegelmaterial in neugotischer Formensprache. Der Giebel ragt weit über das Kirchendach hinaus und hat über einem Vierpassfries gestaffelte Spitzbogenblenden. Über der Spitzbogentür befindet sich ein kleines Kreisfenster, rechts und links jeweils ein hohes Spitzbogenfenster. Der rechteckige Innenraum mit 250 Plätzen hat eine Größe von 11 × 28,90 m und eine eingezogene Apsis. Die Balken des Satteldachs sind in die Innenraumgestaltung einbezogen, an der linken Längsseite befinden sich mehrere hoch angebrachte runde Fenster.
Es besteht (Stand: 2013) ein eingetragener Verein, der Katholisch-Apostolische Gemeinde Spandau e. V. Die Verwaltung von Kirchengrundstücken und -gebäuden erfolgt durch eine Vermögensgesellschaft bzw. -stiftung mit Sitz in Frankfurt am Main.